# Joël Retornaz
Joël Thierry Retornaz (ur. 20 września 1983 w Chêne-Bougeries) – włoski curler, olimpijczyk z Turynu 2006, Pjongczangu 2018 i z Pekinu 2022, brązowy medalista mistrzostw świata i Europy, wieloletni skip reprezentacji Włoch.

## Udział w zawodach międzynarodowych

### Kariera juniorska
| Rok  | Impreza                                             | Miejsce        | Skip drużyny  | Pozycja | Miejsce     |
| ---- | --------------------------------------------------- | -------------- | ------------- | ------- | ----------- |
| 2001 | Mistrzostwa Świata Juniorów grupy B w Curlingu 2001 | Tårnby         | Joël Retornaz | skip    | 3. miejsce  |
| 2002 | Mistrzostwa Świata Juniorów grupy B w Curlingu 2002 | Hügelsheim     | Joël Retornaz | skip    | 5. miejsce  |
| 2003 | Mistrzostwa Świata Juniorów grupy B w Curlingu 2003 | Tårnby         | Joël Retornaz | skip    | 7. miejsce  |
| 2003 | Zimowa Uniwersjada 2003                             | Tarvisio       | Joël Retornaz | skip    | 9. miejsce  |
| 2004 | Mistrzostwa Świata Juniorów grupy B w Curlingu 2004 | Tårnby         | Joël Retornaz | skip    | 2. miejsce  |
| 2004 | Mistrzostwa Świata Juniorów w Curlingu 2004         | Trois-Rivières | Joël Retornaz | skip    | 7. miejsce  |
| 2005 | Mistrzostwa Świata Juniorów w Curlingu 2005         | Pinerolo       | Joël Retornaz | skip    | 10. miejsce |

### Kariera seniorska
| Rok  | Impreza                                     | Miejsce                | Skip drużyny        | Pozycja   | Miejsce     |
| ---- | ------------------------------------------- | ---------------------- | ------------------- | --------- | ----------- |
| 2001 | Mistrzostwa Europy w Curlingu 2001          | Vierumäki              | Alessandro Lettieri | trzeci    | 10. miejsce |
| 2004 | Mistrzostwa Europy w Curlingu 2004          | Sofia                  | Stefano Ferronato   | rezerwowy | 5. miejsce  |
| 2005 | Mistrzostwa Świata Mężczyzn w Curlingu 2005 | Victoria               | Stefano Ferronato   | rezerwowy | 12. miejsce |
| 2005 | Mistrzostwa Europy w Curlingu 2005          | Garmisch-Partenkirchen | Joël Retornaz       | skip      | 9. miejsce  |
| 2006 | Zimowe Igrzyska Olimpijskie 2006            | Turyn                  | Joël Retornaz       | skip      | 7. miejsce  |
| 2007 | Mistrzostwa Europy w Curlingu 2007          | Füssen                 | Joël Retornaz       | skip      | 10. miejsce |
| 2010 | Mistrzostwa Świata Mężczyzn w Curlingu 2010 | Cortina d’Ampezzo      | Joël Retornaz       | skip      | 10. miejsce |
| 2010 | Mistrzostwa Europy w Curlingu 2010          | Champéry               | Joël Retornaz       | skip      | 11. miejsce |
| 2011 | Mistrzostwa Europy w Curlingu 2011          | Moskwa                 | Joël Retornaz       | skip      | 10. miejsce |
| 2014 | Mistrzostwa Europy w Curlingu 2014          | Champéry               | Amos Mosaner        | rezerwowy | 4. miejsce  |
| 2015 | Mistrzostwa Świata Mężczyzn w Curlingu 2015 | Halifax                | Joël Retornaz       | skip      | 10. miejsce |
| 2015 | Mistrzostwa Europy w Curlingu 2015          | Esbjerg                | Joël Retornaz       | skip      | 8. miejsce  |
| 2016 | Mistrzostwa Europy w Curlingu 2016          | Renfrewshire           | Joël Retornaz       | skip      | 7. miejsce  |
| 2017 | Mistrzostwa Świata Mężczyzn w Curlingu 2017 | Edmonton               | Joël Retornaz       | skip      | 9. miejsce  |
| 2017 | Mistrzostwa Europy w Curlingu 2017          | St. Gallen             | Joël Retornaz       | skip      | 8. miejsce  |
| 2018 | Zimowe Igrzyska Olimpijskie 2018            | Pjongczang             | Joël Retornaz       | skip      | 9. miejsce  |
| 2018 | Mistrzostwa Świata Mężczyzn w Curlingu 2018 | Las Vegas              | Joël Retornaz       | skip      | 8. miejsce  |
| 2018 | Mistrzostwa Europy w Curlingu 2018          | Tallinn                | Joël Retornaz       | skip      | 3. miejsce  |
| 2019 | Mistrzostwa Świata Mężczyzn w Curlingu 2019 | Lethbridge             | Joël Retornaz       | skip      | 7. miejsce  |
| 2019 | Mistrzostwa Europy w Curlingu 2019          | Helsingborg            | Joël Retornaz       | skip      | 5. miejsce  |
| 2021 | Mistrzostwa Świata Mężczyzn w Curlingu 2021 | Calgary                | Joël Retornaz       | skip      | 7. miejsce  |
| 2021 | Mistrzostwa Europy w Curlingu 2021          | Lillehammer            | Joël Retornaz       | skip      | 3. miejsce  |
| 2022 | Zimowe Igrzyska Olimpijskie 2022            | Pekin                  | Joël Retornaz       | skip      | 9. miejsce  |
| 2022 | Mistrzostwa Świata Mężczyzn w Curlingu 2022 | Las Vegas              | Joël Retornaz       | skip      | 3. miejsce  |
| 2023 | Mistrzostwa Świata Mężczyzn w Curlingu 2023 | Ottawa                 | Joël Retornaz       | skip      | 4. miejsce  |